# Коссар, Паскаль
Паскаль Коссар (Pascale Cossart; род. 21 марта 1948, Камбре, Франция) — французский учёный, бактериолог, пионер клеточной микробиологии (Cellular microbiology). Доктор (1977), профессор Института Пастера и с 2016 года секретарь Французской АН (её член с 2002, членкор с 1999), член Леопольдины (2001), иностранный член Лондонского королевского общества (2010) и Национальных Академии наук (2009) и Медицинской академии (2014) США. Лауреат премии Роберта Коха (2007), Louis-Jeantet Prize for Medicine (2008), премии Бальцана (2013).

## Биография
Получила магистерские степени по химии в Университете Лилля (1968) и в Джорджтаунском университете (1971), а в 1977 году — докторскую по биохимии в Университете Парижа VII. В 1975 году преподавала в Лаосе. В 1971—1974 и с 1976 года работает в Институте Пастера, с 1988 года заведующая лабораторией, с 1997 года профессор, с 2006 года заслуженный профессор, в 2003—2005 и с 2013 года президент научного совета института. В 2000—2017 гг. также международный учёный-исследователь Howard Hughes Medical Institute.
Член Comité consultatif national d'éthique (2003—2007, 2008—2012).
Член Европейской академии (1998), American Academy of Microbiology (2004) и Европейской академии микробиологии (2009), EMBO (с 1995) и член её совета с 2010.
Член Французского (1977), Американского (1987) обществ микробиологии и др.
Член редколлегий ряда журналов, в частности Cell, eLife, mBio.
С 1986 года занималась молекулярной и клеточной основой механизмов бактериальных инфекций, в особенности возбуждаемых внутриклеточными патогенами, взяв в качестве модели исследования Listeria monocytogenes.
Почётный доктор Федеральной политехнической школы Лозанны (2009).
Опубликовала более 300 работ.

## Награды и отличия
- Carlos J. Finlay Prize for Microbiology[англ.] ЮНЕСКО (1995)
- Медаль Луи Рапкина (1997)
- Премия Л’Ореаль — ЮНЕСКО «Для женщин в науке» (1998)
- Richard Lounsbery Award[англ.] Французской АН и НАН США (1998)
- Prix Nestlé «l’homme et sa nutrition» (2000)
- Золотая медаль Луи Пастера, Шведское медицинское общество (2000)
- Valade Senior Prize, Fondation de France[англ.] (2003)
- Margaret Pittman Lecture, Национальные институты здравоохранения США (2003)
- Inserm[англ.] Prize of Fundamental Research (2005)
- GlaxoSmithKline International Member of the Year Award (2007)
- Премия Роберта Коха (2007)
- Премия Декарта (2007)
- Louis-Jeantet Prize for Medicine[англ.] (2008)
- Advanced Grant Award Европейского исследовательского совета (2008)
- Медаль Роберта Коха, Институт Роберта Коха (2010)
- Van Deenen Medal[нем.] (2011)
- Helmholtz International Fellow Award (2013)
- Премия Бальцана (2013)
- Heinz P.R. Seeliger Award (2013)
- FEBS/EMBO Women in Science Award (2014)[7]
- Ernst Jung Gold Medal for Medicine[англ.] (2017)[8]
- Heinrich Wieland Prize[англ.] (2018)
- Lwoff Award[нем.] (2019)
- Selman A. Waksman Award in Microbiology[англ.] (2021)

Командор ордена Почётного легиона (2013, офицер 2007, кавалер 1998) и ордена «За заслуги» (2010, офицер 2002).